# Persillesovs
Persillesovs er en opbagt hvid sovs med persille fra det danske køkken. Den bliver serveret sammen med kartofler til retter som stegt flæsk og fisk.

## Madforgiftning
Det frarådedes tidligere at genopvarme sovsen på grund af fare for madforgiftning. I dag er der ingen problemer forbundet med dette, forudsat hygiejne og nedkøling er fornuftig.. I 1960'erne var det moderne, at husmødre og kokke gav maden "det grønne drys", hvilket indebar at komme frisk hakket persille over bøffen eller sovsen lige inden serveringen.
I en god restaurant forekommer genopvarmning ikke, da maden serveres straks, og rester fra bordet bliver kasseret. I modsat fald kan der udvikles større bakteriekulturer i fødevaren, især i persillesovs med frisk grøn persille. Her kan der yderligere udvikles nitrit efter længere tids kraftig bakterievækst. Men i en almindelig husholdning kan opvarmning i flere minutter til over 65 graders varme efter urtetilsætningen hindre større bakterieudvikling.
Hvis sovsen har været varmet igennem og afkølet efter brug, vil der kun i ringe grad være fare ved genopvarmning. Men ingen anbefaler at genopvarme persillesovs.